# Softball
Softball (od engleskog naziva softball, koji dolazi od riječi soft što znači mekan i riječi ball što znači lopta) je momčadski sport u kojem se loptica udara palicom. Osnovni cilj igre momčadi u napadu je udariti bačenu lopticu na način da prije nego što protivnička obrana lopticu uhvati igrači napada 'osvoje' neku od četiri označene baze. Softbol je podvarijanta bejzbola koja se igra na manjem terenu i s nešto većom loptom, te je primjerenija natjecanjima žena i mlađih dobnih kategorija od standardnog baseballa.
Softball za žene je standardni sport na Olimpijskim igrama od Igara u Atlanti 1996. godine.
Pravila softballa su vrlo slična onima kod bejzbola. Ključne su razlike u kraćem trajanju utakmice (umjesto 9 inninga kao u bejzbolu ovdje se igra 7), manjem terenu, nešto većoj lopti, kraćim palicama i sl. Brzine koje postiže loptica prilikom bacanja i udaraca su manje, pa je ovaj sport često za mlađe kategorije u stvari priprema za 'pravi' baseball. Softball je također pogodniji za rekreativce i starije natjecatelje, jer je nešto sporiji i manje opasan od baseballa.

## Vanjske poveznice
- Softball.hr
- Olimp br.12/2004.  Arhivirana inačica izvorne stranice od 16. ožujka 2012. (Wayback Machine) Softball - od Chicaga do Zagreba